# Дмитриевка (Стерлибашевский район)
Дмитриевка (баш. Дмитриевка) — деревня в Стерлибашевском районе Республики Башкортостан Российской Федерации. Входит в состав Старокалкашевского сельсовета.

## География

### Географическое положение
Расстояние до:
- районного центра (Стерлибашево): 20 км,
- центра сельсовета (Старый Калкаш): 8 км,
- ближайшей ж/д станции (Стерлитамак): 50 км.

## Население
| 2002 | 2009 | 2010 |
| ---- | ---- | ---- |
| 17   | ↘4   | ↘2   |

Национальный состав
Согласно переписи 2002 года, преобладающая национальность — русские (76 %).